# 1713
1713 (MDCCXIII) var ett normalår som började en söndag i den gregorianska kalendern och ett normalår som började en torsdag i den julianska kalendern.

## Händelser

### Februari
- 1 februari – Turkarna försöker att med våld tvinga Karl XII att lämna Bender, vilket är känt som Kalabaliken i Bender. Efter att svenskarna (cirka 45 man) har försvarat sig mot turkarna (cirka 10.000 man) hela dagen övermannas svenskarna och Karl XII tas tillfånga. Karl XII överförs till lustslottet Timurtasch nära Adrianopel och senare till Demotika.[1]

### April
- 10 april – Norrköping drabbas av en kvartersbrand som lägger 12 gårdar i aska.[2]
- 11 april – Spanien och Frankrike sluter fred med Storbritannien i Utrecht och avslutar Spanska tronföljdskriget.[3]

### Maj
- 5 maj – Magnus Stenbock kapitulerar med svenska hären till danskarna och faller i dansk fångenskap vid Tönningen.
- 8 maj – I samband med spanska tronföljdskriget görs Spanska Nederländerna till Österrikiska Nederländerna.[4]
- 10 maj – Ryssarna angriper Helsingfors. Staden utryms men bränns ner med alla sina förråd.

### Oktober
- 6 oktober – Svenskarna besegras av ryssarna i slaget vid Pälkäne.

### November
- 2 november – Karl XII:s syster Ulrika Eleonora inträder i det svenska rådet och får där två röster.

### Okänt datum
- I en skrivelse underrättas Karl XII om att ständerna har beslutat att "på bästa sätt söka freden", vilket skärper motsättningen mellan kungen och rådet i Stockholm.
- Böldpesten når sydvästra Skåne och angriper Lund, Malmö och Ystad.

## Födda
- 20 februari – Anna Maria Elvia, svensk författare och kulturpersonlighet.
- 5 oktober – Denis Diderot, fransk författare och filosof.

## Avlidna
- 25 februari – Fredrik I, kung av Preussen 1701-1713, kurfurste av Brandenburg 1688-1713.
- 1 juni – Johan Runius, svensk diktare.
- 14 december – Theodosia Aleksejevna av Ryssland, rysk storfurstinna.
- 15 december – Carlo Maratta, italiensk målare.

### Fotnoter
1. ↑  ”Det hände i dag”. http://webnews.textalk.com/se/calendar.php?id=9747&type=month&ds=20110201.
2. ↑  ”Värmlands brandhistoriska klubb”. Arkiverad från originalet den 12 oktober 2011. https://www.webcitation.org/62NB7kO36?url=http://www.brandhistoriska.org/olyckor_se.html. Läst 25 mars 2011.
3. ↑  ”Det hände i dag”. http://webnews.textalk.com/se/calendar.php?id=9747&type=month&ds=20100411&list=true.
4. ↑  ”World Statesmen (läst 5 april 2011)”. http://www.worldstatesmen.org/Belgium.html.